# Les històries naturals
Les històries naturals és la novel·la que Joan Perucho i Gutierres-Duque va publicar el 1960 en la qual narrava les aventures del cavaller-botànic Antoni de Montpalau a la recerca d'Onofre de Dip, cavaller del Rei en Jaume convertit en vampir.

## Argument
Dins el seu jardí botànic, Antoni de Montpalau, naturalista, il·lustrat i liberal etiqueta i classifica totes les espècies per tal de mantenir l'ordre i il·luminar el coneixement de les coses. Tot està sotmès al domini de la raó excepte allò que la raó mateixa no pot percebre, com l'àurea picuda, una espècie indeterminada que encara no s'ha pogut classificar perquè ningú n'ha pogut descobrir mai cap exemplar i perquè el seu cant és inaudible per a l'oïda humana.
La seva aventura comença enmig de les guerres entre carlins i liberals, a la Barcelona del segle xix i Antoni de Montpalau inicia un viatge per Catalunya en persecució d'Onofre de Dip, cavaller del rei En Jaume convertit en vampir, en el dip, l'encarnació de les forces del mal i de l'irracional que causa estralls en les tropes del general Cabrera i que és l'origen d'un seguit de misteriosos assassinats en un petit poble del Baix Camp.
Les històries naturals és una novel·la de fantasia històrica ambientada durant la primera guerra carlina. La història apareix sota l'atenta mirada d'Antoni de Montpalau, que té com a missió la crida i cerca de l'ésser sobrenatural, el vampir, que amenaça Pratdip. Montpalau es converteix, així, en l'Abraham Van Helsing català. Paral·lelament a l'evolució dels fets històrics, el naturalista anirà endinsant-se en la dimensió més obscura de la realitat, on descobrirà l'amor mentre posarà en qüestió la seva concepció racionalista del món.